# Ingrid Visser
Ingrid Louise Visser (Gouda, Holanda Meridional, 4 de junio de 1977 - Murcia, España, mayo de 2013) fue una jugadora de voleibol femenino neerlandesa. 

## Carrera profesional
Representó a los Países Bajos en los Juegos Olímpicos de Verano de 1996 en Atlanta, Georgia, donde terminó en quinto lugar.
En 1995 fue miembro del equipo nacional de voleibol femenino de Holanda en el Campeonato Europeo. Con este equipo ganó la medalla de oro al vencer a Croacia (3-0) en la final, y en 2007 la medalla de plata en el Boris Yeltsin Cup en Yekaterinburg, cuando perdió ante China (3-1).
En 2003/04 Visser ganó el IECL con Spar Tenerife Marichal.

## Fallecimiento
En mayo de 2013, Visser y su pareja, Lodewijk Severein desaparecieron en España. La pareja no regresó a su hotel en Murcia, después de registrarse el 13 de mayo. Su cuerpo y el de Severein se encontraron cerca de Murcia y parece que fueron asesinados. El periódico "Levante" publicó el 30 de mayo de 2013 la solución del caso.